# Hermes Mensa
L'Hermes Mensa è una struttura geologica della superficie di Io.